# كريس باتلر (كاتب)
كريس باتلر (بالإنجليزية: Chris Butler)‏ هو فنان قصة مصورة ‏ وكاتب سيناريو ورسام رسوم متحركة ومخرج بريطاني، ولد في القرن العشرين في المملكة المتحدة.

## وصلات خارجية
- كريس باتلر على موقع IMDb (الإنجليزية)
- كريس باتلر على موقع ألو سيني (الفرنسية)
- كريس باتلر على موقع أول موفي (الإنجليزية)
- كريس باتلر على موقع قاعدة بيانات الأفلام السويدية (السويدية)
- كريس باتلر على موقع قاعدة بيانات الفيلم (الإنجليزية)
- كريس باتلر على موقع كينوبويسك (الروسية)
- كريس باتلر على موقع كينوبويسك (الروسية)